# Dzjoengaarse Poort

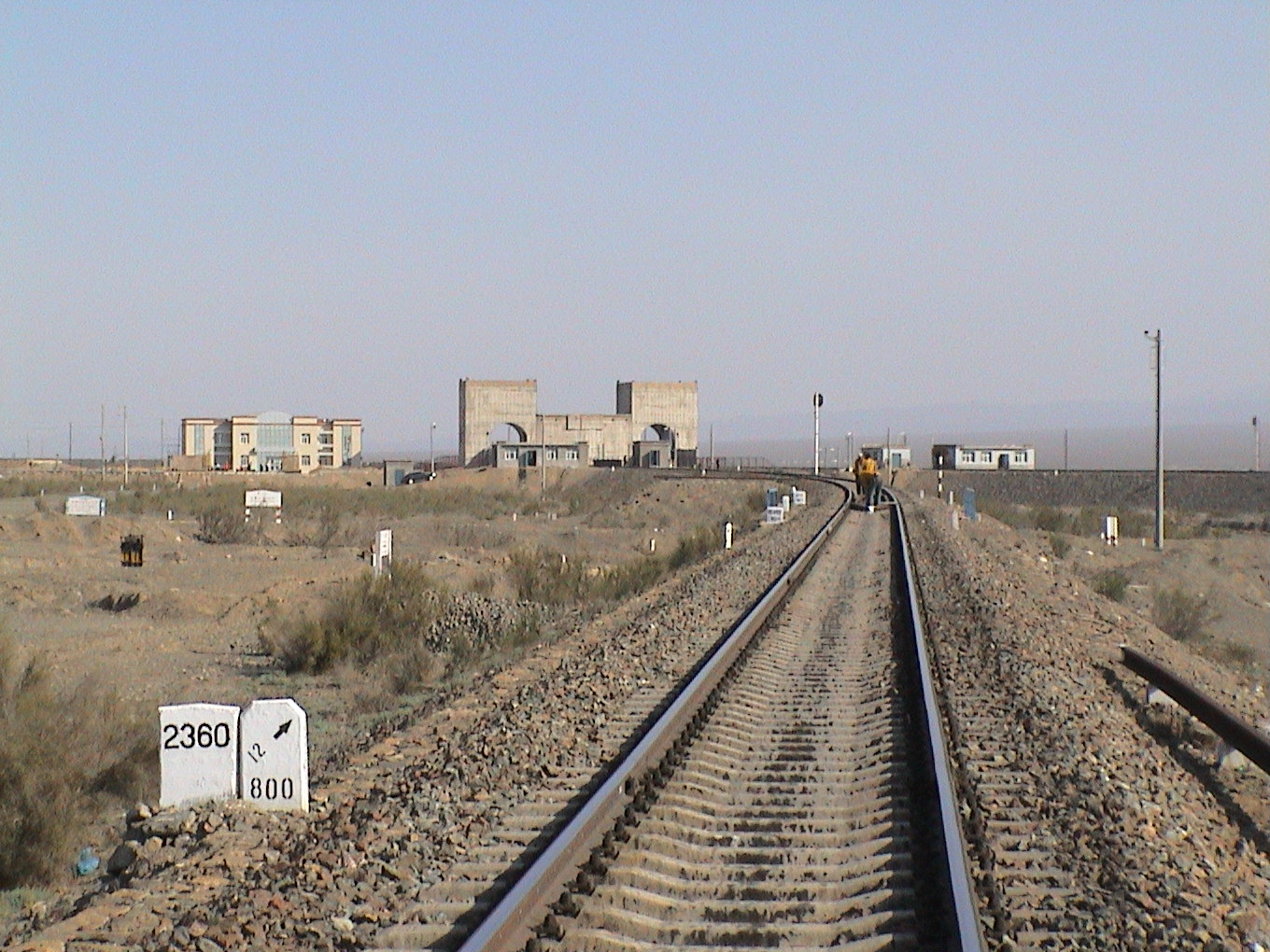
Chinees-Kazachse grensovergang aan de spoorlijn door de Dzjoengaarse Poort

De Dzjoengaarse Poort of Dzjoengarijse Poort (Chinees: Alatau Shankou) is een dal en bergpas in Azië, op de grens tussen Oost-Kazachstan en de regio Dzjoengarije van Xinjiang, nu het westen van de Volksrepubliek China. De poort bevindt zich tussen de Dzjoengaarse Alataoe in het westen en het Barlikgebergte in het oosten.
Door de bergpas liep eeuwenlang de handelsroute tussen westelijk en oostelijk Centraal-Azië. Het was daardoor ook de belangrijkste verbinding tussen het westen en oosten van Eurazië in haar geheel.
Al in de prehistorie kwamen de stammen van de Xemirxekcultuur als eerste bronsbewerkers vanuit het westen over de pas.
In de Oudheid was het de verbinding tussen Scythia Intra Imaum en Scythia Extra Imaum. 
Na de opkomst van de Xiongnu in Mongolië en omstreken trokken meerdere ruitervolken via de pas naar het westen, hetgeen uiteindelijk de Grote Volksverhuizing tot gevolg had. Ook de legers van Dzjengis Khan kwamen via de Dzjoengaarse Poort naar het westen.
Later werd een spoorweg aangelegd, die tot op heden de enige spoorverbindingsroute tussen Kazachstan en China is. Als wegverbinding heeft de pas echter haar waarde verloren, daar ten noorden en zuiden van de poort nu twee grote doorgaande wegen door de Dzjoengaarse Alataoe voeren.